# Ait Boudaoud
 Ait Boudaoud è un piccolo comune del Marocco, nella provincia di Zagora, nella regione di Drâa-Tafilalet. Questo nome venne dato a questo comune perché i suoi abitanti indigeni appartengono alla tribù degli Ayt Ɛli U Ḥessu i discendenti di Hassou.
La storia di Ayt Ɛli U Ḥessu: 
- Ajmuɛ n Ayt Ɛli U Ḥessu (il suo nome, in berbero significa "Luogo di riunione degli Ayt Ɛli U Ḥessu". Ayt Ɛli U Ḥessu sono i discendenti di Ɛli U Ḥessu ossia "Alì figlio di Hasso"; altri figli di quest'ultimo: Xardi e Izzu).

Il clima di Ayt Ɛli U Ḥessu e zone è un clima prevalentemente caldo le temperature d'estate il termometro tocca i 50° e d'inverno scende a 20°.